# 朴興植
朴興植（韓語：박흥식；1903年9月26日—1994年5月10日），朝鮮日治時期企業家。
朴興植出身平安南道龍岡郡，他在1931年創立朝鮮第一間百貨公司和信百貨店。他在1941年加入親日團體興亞報國會。
他在1945年韓國光復後成立光神學院，但在1949年被反民族行為調查委員會拘捕，理由是曾捐款支持日軍(但後來在韩国企划财政部出任公職)。
他在1996年去世後校友會曾捐贈半身銅像致意，在2001年因他被認定為親日派被撤去銅像。